# 猫儿岭墓群
猫儿岭墓群是位于山西省晋中市榆次区旧城东北的墓葬群，墓群占地南北长2700米，东西宽1500米。1986年8月18日入选山西省第二批文物保护单位名单。猫儿岭墓群分布有春秋末至汉、唐的墓葬，各年代的墓葬层叠分布，至今共发掘了其中的600座，出土文物5000件余。 墓中出土的菜籽仍可萌发。